# Generalny inspektor Policji
Generalny inspektor Policji (gen. insp.) – najwyższy stopień w korpusie generałów, jak i w całej Policji. Niższym stopniem jest nadinspektor.
Odpowiedniki stopnia generalnego inspektora policji:
- stopnie wojskowe: generał dywizji, generał broni i generał,
- stopnie wojskowe w Marynarce Wojennej: wiceadmirał, admirał floty i admirał,
- Straż Graniczna: generał dywizji Straży Granicznej (wiceadmirał Straży Granicznej),
- Służba Ochrony Państwa: generał dywizji,
- Służba Celno-Skarbowa: generał
- Państwowa Straż Pożarna: generał brygadier,
- Agencja Bezpieczeństwa Wewnętrznego i Agencja Wywiadu: brak odpowiednika,
- Służba Wywiadu Wojskowego i Służba Kontrwywiadu Wojskowego: brak odpowiednika.
- Służba Więzienna: generał

Na stopień generalnego inspektora mianuje Prezydent Rzeczypospolitej Polskiej na wniosek ministra właściwego do spraw wewnętrznych.
Stopień generalnego inspektora policji jest dożywotni. Policjanci posiadający stopień generalnego inspektora policji zwolnieni ze służby mogą go używać, z dodaniem określenia "w stanie spoczynku" (np. były komendant główny Policji gen. insp. w stanie spoczynku Krzysztof Gajewski).
O obniżeniu stopnia lub pozbawieniu stopni generalnego inspektora policji decyduje Prezydent Rzeczypospolitej Polskiej na wniosek ministra właściwego do spraw wewnętrznych. Utrata stopnia generalnego inspektora policji następuje w razie:
- utraty obywatelstwa polskiego lub
- orzeczenia prawomocnym wyrokiem sądu środka karnego w postaci pozbawienia praw publicznych albo
- skazania prawomocnym wyrokiem sądu na karę pozbawienia wolności za przestępstwo popełnione z motywacji zasługującej na szczególne potępienie.

## Generalni inspektorzy Policji w III Rzeczypospolitej
- Jan Michna – mianowany na stopień w 2000 (komendant główny Policji w latach 1998–2001)
- Antoni Kowalczyk – mianowany na stopień w 2002 (komendant główny Policji w latach 2001–2003)
- Leszek Szreder – mianowany na stopień w 2004 (komendant główny Policji w latach 2003–2005)
- Andrzej Matejuk – mianowany na stopień w 2008 (komendant główny Policji w latach 2008–2012)
- Marek Działoszyński – mianowany na stopień w 2014 (komendant główny Policji w latach 2012–2015)
- Krzysztof Gajewski – mianowany na stopień w 2015 (komendant główny Policji w 2015)
- Jarosław Szymczyk – mianowany na stopień w 2018 (komendant główny Policji w latach 2016–2023)
- Marek Boroń – mianowany na stopień w 2025 (komendant główny Policji od 2024)